# Призма (хоккейный клуб)
«При́зма» — латвийский хоккейный клуб, базирующийся в Риге. Представляет рижскую хоккейную школу «Пардаугава».

## История
В начале 1960-х годов фабрика по производству мебели «Latvijas Bērzs» (сегодня «Latvijas Finieris») основала хоккейную команду. Впервые она участвовала в чемпионате Латвийской ССР в 1962 году. Была победителем латвийского чемпионата десять раз в 1970-х и 1980-х годах.
Клуб играл во Второй лиге чемпионата СССР в 1974—1978 годах, затем два года (1979 и 1980 годы) — в Первой лиге, после чего вернулся во Вторую лигу. После распада СССР клуб участвовал в Латвийской хоккейной лиге, став её чемпионом в 1997 году.
Выступал под названиями «Latvijas Bērzs» (1962—1995), «LB/Essamika» (1995—1997), «LB/Prizma» (с 1997).
С 1998 года (с перерывами) выступает в чемпионате Латвии. В 2001—2003 годах принимал участие в чемпионатах ВЕХЛ во втором дивизионе («Группа Б»).
С 2011 года клуб выступал во втором дивизионе МХЛ. В 1-м сезоне МХЛ «Призма», заняв 7-е место в дивизионе Запад и 17-е место в общей таблице, не попала в плей-офф
.
В сентябре 2013 года клуб снялся с розыгрыша первенства МХЛ.
В марте 2014 года «Призма» стала чемпионом Латвии, переиграв «Курбадс» в финале плей-офф. Осенью 2014 года команда приняла участие в Континентальном кубке.

## Руководство и тренерский штаб
- Президент: Карклинш Айварс Янович
- Главный тренер: Бикарс Гинтс Андреевич
- Старший тренер: Милюнс Эрикс Моисеевич

## Известные игроки
|        | Ф. И. О             | В клубе             |
| ------ | ------------------- | ------------------- |
| Латвия | Угис Авотиньш       |                     |
| Латвия | Янис Андерсонс      | 2001—2003           |
| Латвия | Каспар Асташенко    | 1993—1995[уточнить] |
| Латвия | Оскарс Бартулис     |                     |
| Латвия | Гунтис Галвиньш     | 2002—2004           |
| Латвия | Кристерс Гудлевскис |                     |
| Латвия | Мартиньш Карсумс    | 2000—2003           |
| Латвия | Артур Кулда         | 2003—2004           |
| Латвия | Екабс Редлихс       | 1999—2000           |
| Латвия | Микелис Редлихс     | 1999—2002           |
| Латвия | Мартиньш Ципулис    | 2002                |
| Латвия | Матисс Кивлениекс   | 2011—2013           |

## Статистика
| Регулярный чемпионат | Регулярный чемпионат | Регулярный чемпионат | Регулярный чемпионат | Регулярный чемпионат | Регулярный чемпионат | Регулярный чемпионат | Регулярный чемпионат | Регулярный чемпионат | Регулярный чемпионат | Регулярный чемпионат | Регулярный чемпионат | Плей-офф      | Плей-офф      | Плей-офф      | Плей-офф      | Плей-офф      | Плей-офф      | Плей-офф      | Плей-офф      | Плей-офф      | Плей-офф      | Плей-офф      |
| Сезон                | И                    | В                    | ВО                   | ВБ                   | П                    | ПО                   | ПБ                   | ГЗ                   | ГП                   | О                    | Штр                  | И             | В             | ВО            | ВБ            | П             | ПО            | ПБ            | ГЗ            | ГП            | Штр           |               |
| Первенство МХЛ       |                      |                      |                      |                      |                      |                      |                      |                      |                      |                      |                      |               |               |               |               |               |               |               |               |               |               |               |
| 2011-2012            | 36                   | 9                    | 1                    | 1                    | 22                   | 2                    | 1                    | 88                   | 144                  | 34                   | 606                  | Не участвовал | Не участвовал | Не участвовал | Не участвовал | Не участвовал | Не участвовал | Не участвовал | Не участвовал | Не участвовал | Не участвовал | Не участвовал |

## Участники Кубка Поколения
| Игрок              | Год  |
| ------------------ | ---- |
| Даниэлс Риекстиньш | 2012 |